# Pumukli a tengeren
A Pumukli a tengeren (eredeti cím: Pumuckls Abenteuer) német televíziós filmsorozat, amelynek rendezője Imo Moszkowicz. A játékfilmsorozat producerei Manfred Korytowski és Brigitte Schroedter. A forgatókönyvet Monika Bittl, Michael Hatry és Ellis Kaut írta, a zenéjét Fritz Muschler szerezte, a főszereplője Towje Kleiner látható. A tévéfilmsorozat a Bayerischer Rundfunk és az Infafilm GmbH gyártásában készült. Műfaját tekintve fantasy filmsorozat és filmvígjáték-sorozat. Németországban 1999. augusztus 30. és szeptember 15. között a KiKa vetítette, Magyarországon 2001. december 19. és 2002. január 23. között a Duna TV sugározta, majd 2002. május 22. és 2002. augusztus 14. között ismételte meg.

## Szereplők
- Pumukli

A szerepében: egy rajzfigura
Német hangja: Hans Clarin
Magyar hangja: Pusztaszeri Kornél
- Odessi

A szerepében: Towje Kleiner
Magyar hangja: Szacsvay László
- Corinna

A szerepében: Regine Leonhardt
Magyar hangja: Kéri Kitty
- Kapitány

A szerepében: Hans Clarin
Magyar hangja: Mikó István
- Willibald

A szerepében: Wolfgang Völz
Magyar hangja: Ujlaki Dénes
- Paul

A szerepében: Gerald Karrer
Magyar hangja: Forgács Péter
- Kék hajómanó

A szerepében: egy rajzfigura
Német hangja: Wolfgang Völz
Magyar hangja: Harsányi Gábor
- Corinna bátyja

A szerepében: Martin Oestreicher
Magyar hangja: Tarján Péter
- Bea

A szerepében: Brigitte Schroedter
Magyar hangja: Kántor Kitty
- Lilalora

A szerepében: egy papagáj
Magyar hangja: Kapácsy Miklós

## Epizódok
| #   | Német cím                      | Magyar cím                    | Német bemutató       | Magyar bemutató    |
| --- | ------------------------------ | ----------------------------- | -------------------- | ------------------ |
|     |                                |                               |                      |                    |
| 1.  | Pumuckls allerschönster Traum  | Pumukli legszebb álma         | 1999. augusztus 30.  | 2001. december 19. |
|     |                                |                               |                      |                    |
| 2.  | Pumuckls luftige Reise         | Pumukli légi utazása          | 1999. augusztus 31.  | 2002. január 3.    |
|     |                                |                               |                      |                    |
| 3.  | Pumuckls freche Hilfe          | Látogatóban Corinnánál        | 1999. szeptember 1.  | 2002. január 7.    |
|     |                                |                               |                      |                    |
| 4.  | Pumuckls böser Klabauter-Feind | Zűrzavar a fedélzeten         | 1999. szeptember 2.  | 2002. január 8.    |
|     |                                |                               |                      |                    |
| 5.  | Pumuckls stille Post           | Virágok Corinnának            | 1999. szeptember 3.  | 2002. január 9.    |
|     |                                |                               |                      |                    |
| 6.  | Pumuckls stürmische Seereise   | Vihar a tengeren              | 1999. szeptember 6.  | 2002. január 10.   |
|     |                                |                               |                      |                    |
| 7.  | Pumuckls gestohlener Fisch     | Pumukli és a Szent Péter hal  | 1999. szeptember 7.  | 2002. január 14.   |
|     |                                |                               |                      |                    |
| 8.  | Pumuckls große Musikshow       | Pumukli mint zenész           | 1999. szeptember 8.  | 2002. január 15.   |
|     |                                |                               |                      |                    |
| 9.  | Pumuckls listige Tricks        | Pumukli mint detektív         | 1999. szeptember 9.  | 2002. január 16.   |
|     |                                |                               |                      |                    |
| 10. | Pumuckls nächtlicher Spuk      | Pumukli és a kapitány unokája | 1999. szeptember 10. | 2002. január 17.   |
|     |                                |                               |                      |                    |
| 11. | Pumuckls rotes Bild            | Pumukli Velencében            | 1999. szeptember 13. | 2002. január 21.   |
|     |                                |                               |                      |                    |
| 12. | Pumuckls Abschiedsfoto         | Az ellopott kulcs             | 1999. szeptember 14. | 2002. január 22.   |
|     |                                |                               |                      |                    |
| 13. | Pumuckls neues Heim            | Pumukli hazatér               | 1999. szeptember 15. | 2002. január 23.   |